# جون فريم
جون فريم (بالإنجليزية: John Frame)‏ هو رسام رسوم متحركة وملحن ومصور أمريكي، ولد في 27 نوفمبر 1950.